# Jeong Bal
Jeong Bal (정발, 鄭撥, 1553–1592) est un capitaine de la marine coréenne de la période Joseon qui commande une garnison du port de Busan. Il est tué au siège de Busan en 1592 en défendant la garnison d'éléments de l'avant-garde japonaise, dirigée par le chef de guerre kirishitan Konishi Yukinaga. Finalement, l'ensemble de son bataillon est submergé et massacré par les forces japonaises. Il est le premier officier de haut rang tué au combat lors de la guerre Imjin.
Il est vénéré au sanctuaire Chungnyeolsa de Busan depuis 1624.

## Source de la traduction
- (en) Cet article est partiellement ou en totalité issu de l’article de Wikipédia en anglais intitulé « Jeong Bal » (voir la liste des auteurs).